# 薩萊諾
薩萊諾 （義大利語：Salerno），又稱薩勒諾，是意大利坎帕尼亞大區薩萊諾省的市镇及该省首府。位於第勒尼安海薩萊諾灣畔。2024年人口為125,598人。

## 歷史
早在史前時代，奥斯坎人、伊特鲁里亚人与萨莫奈人便先后聚居于此。公元前197年，罗马人在此建城，萨莱诺随后不断扩张，在戴克里先行政改革后演变为卢卡尼亚和布鲁蒂省的省會。
西羅馬帝國灭亡后，萨莱诺先后为東哥德王國与東羅馬帝國所控制，之后于646年落入伦巴第人手中，属独立的贝内文托公国。
646年，伦巴第人占领了萨莱诺，将其纳入独立的贝内文托公国。774年，贝内文托公爵阿雷奇二世将宫廷迁至萨莱诺，并参照貝內文托的模式对城市进行了大规模翻修，奠定了萨莱诺今日的城市格局。893年，萨莱诺公国脱离贝内文托公国独立，成为教宗国、神圣罗马帝国、東羅馬帝國与伊斯兰世界之间的缓冲国。这一时期，萨莱诺逐渐成长为南意大利重要的文化中心，《萨莱诺编年史》正是研究中世纪前期小伦巴第历史的重要史料。此外，萨勒诺医学院也大约在9世纪建立，它通常被视为欧洲最早的医学院以及现代大学的先驱，为萨莱诺赢得了“希波克拉底之城”（拉丁語：Hippocratica civitas）的美誉。
1077年，末代公爵吉苏尔二世被諾曼征服者羅貝爾·吉斯卡爾废黜。此后，萨莱诺成为了普利亚和卡拉布里亚公国与西西里王國的首都，直到1127年被巴勒莫所取代。
1191年神圣罗马帝国皇帝亨利六世为其妻西西里公主康斯坦丝皇后与西西里国王坦克雷迪争夺西西里王位，萨莱诺向其投降表忠，亨利将康斯坦丝留在萨莱诺。主教阿耶洛的尼科洛愤而出走到当时正被亨利六世围攻的那不勒斯。但当亨利战事不利撤走后，尼科洛写信将局势告知在萨莱诺的朋友，煽动萨莱诺人再次倒戈效忠坦克雷迪，在特拉奇纳城堡攻打康斯坦丝并将其移交给坦克雷迪，致使皇后被俘将近一年。而当1194年亨利夺取西西里王位时，萨莱诺又坚持抵抗，城破后遭到劫掠，也为自己的变节和顽抗付出了代价。亨利和康斯坦丝之子腓特烈二世皇帝更下了一系列诏书，打压萨莱诺，抬举那不勒斯。
拿破仑战争后，萨莱诺归属两西西里王国，直至1860年朱塞佩·加里波第发动“千人远征”统一了意大利。意大利统一前后，萨莱诺的工业迅速发展，大量纺织厂兴起，被誉为“两西西里的曼彻斯特”。城市人口亦由原來的20,000人攀升至二十世紀初的80,000人。
1943年9月，第二次世界大战期间，盟军实施“雪崩行动”，在萨莱诺登陆，这里成为意大利半岛上最早被解放的城市之一。从1944年2月11日至7月15日，萨莱诺曾作为“南方王国”的行政中心，实际上扮演了临时首都的角色。

## 經濟
昔日薩萊諾是以紡織業聞名，但自七十年代起已衰微，目前城市的工業主要是食品加工、機械、金屬和建築材料為主。
由於近海，貿易和航運亦是薩萊諾的主要經濟活動，省內的農產品和加工品都是從此地進行銷售分發。

## 交通

### 道路
- A3公路

### 機場
- 萨莱诺-阿马尔菲海岸机场（義大利語：Ferrovia Napoli-Salerno）

## 友好城市
- 日本 遠野[3]
- 法國 鲁昂[4]